# Bong Joon-ho
Dans ce nom coréen, le nom de famille, Bong, précède le nom personnel.
Bong Joon-ho (en coréen : 봉준호 prononcé en coréen : /poːŋ tɕuːnho → poːŋdʑunho/), né le 14 septembre 1969 à Daegu, est un réalisateur et scénariste sud-coréen.
Pour son film Parasite, il remporte la Palme d'or au Festival de Cannes 2019, puis en 2020, le prix du meilleur film en langue étrangère aux Golden Globes, quatre Oscars (meilleur scénario original, meilleur film international, meilleur réalisateur, et meilleur film) et le César du meilleur film étranger.
Il devient également le premier réalisateur à égaler le record de Walt Disney, détenu depuis 1954, en remportant quatre Oscars dans la même soirée.

## Biographie

### Jeunesse et formation
Après avoir fini ses études en sociologie à l'université Yonsei, Bong Joon-ho réalise un court métrage White Man en 16 mm, avec lequel il gagne un prix au Shin-young Youth Movie Festival en 1995. La même année, il sort de l'Académie coréenne du cinéma (ou Korean Academy of Film Arts (de), KAFA) où il a réalisé Incoherence, une comédie noire critiquant la société coréenne.
Il est le petit fils de l'écrivain Park Taewon.

### Carrière
En 2000, Bong Joon-ho sort son premier long métrage Barking Dog. Le film fait peu d'entrées en Corée du Sud, mais obtient un prix au festival de Hongkong. En 2003, il réalise Memories of Murder, un film tiré de l'histoire réelle d'un tueur en série. Le film est un grand succès et attire plus de 5 000 000 de spectateurs en Corée du Sud. Il est primé aux festivals de Tokyo, Turin et Saint-Sébastien.
The Host, son troisième long métrage, est inspiré par un incident survenu en Corée du Sud à la fin des années 1980. Les Cahiers du cinéma le classent troisième film le plus important de 2006. Il est récompensé au festival international du film de Catalogne, au Fantasporto et au festival internation du film de Busan.
En 2008, il se joint aux réalisateurs Leos Carax et Michel Gondry dans le film Tokyo! en proposant son court métrage Shaking Tokyo où l'on suit un hikikomori, jeune Japonais reclus volontairement.
En 2009, il dévoile son quatrième long métrage, le drame Mother, présenté en compétition au Festival de Cannes 2009. Le film remporte des prix à Mar del Plata et à Dubaï.
En 2013, il revient avec une coproduction internationale : le thriller de science-fiction Snowpiercer : Le Transperceneige, adaptation du classique de la bande dessinée française homonyme, Le Transperceneige. Il signe une nouvelle fois lui-même le scénario, et réunit une distribution majoritairement anglo-américaine, menée par Chris Evans, mais complétée par son acteur fétiche Song Kang-ho, qu'il avait déjà dirigé dans The Host, et la jeune Go Ah-seong. Le long métrage marque sa seconde incursion dans une fiction de genre adulte et spectaculaire.
En 2015, le festival international du film de Belfort Entrevues lui consacre une rétrospective.
L'année 2017 est marquée par la sortie du film de science-fiction Okja sur Netflix, qu'il identifie comme étant au croisement de The Host et Snowpiercer. Cette fois, une distribution anglo-américaine — composée notamment de Paul Dano et Tilda Swinton — entoure la jeune actrice principale sud-coréenne Ahn Seo-hyeon.
En mai 2019, son film Parasite, présenté au festival de Cannes, remporte la Palme d'or à l'unanimité du jury.
En 2020, Parasite remporte le prix du meilleur film en langue étrangère aux Golden Globes, puis il rafle quatre Oscars (meilleur scénario original, meilleur film international, meilleur réalisateur, et meilleur film) ainsi que le César du meilleur film étranger.
En février 2021, Bong Joon-ho dit travailler sur deux scripts après avoir terminé Parasite, un en anglais et un en coréen, et qu'il a terminé l'un des deux. Il déclare que le film coréen « se situe à Séoul et contient des éléments uniques d'horreur et d'action » et que le film anglais est « un film dramatique basé sur un événement réel qui s'est produit en 2016 ».
Il prépare un film d'animation sur lequel il travaille depuis 2018, déclarant qu'il s'agit d'un projet coréen, genre dramatique, impliquant des créatures des grands fonds et des humains.
Le 5 mars 2025 sort son adaptation du roman Mickey7 de l'écrivain Edward Ashton, dont il avait reçu un manuscrit préliminaire fin 2021. Le film, écrit et réalisé par lui-même, est distribué par Warner Bros. Pictures et met en vedette Robert Pattinson. Le film est produit par les studios Warner Bros. Studios Leavesden,.

#### Participation à desfestivals
- Septembre 2009 : membre du jury international présidé par Laurent Cantet lors du 57e Festival de Saint-Sébastien.
- 2014 : président du jury du 38e festival international du film de Hong Kong ; membre du jury du 19e festival international du film de Busan, sous la présidence d'Asghar Farhadi.
- Février 2015 : membre du jury des longs métrages lors du 65e festival de Berlin, présidé par Darren Aronofsky.
- 2021 : président du jury du 78e Festival de Venise[14].

## Filmographie

### Réalisateur

#### Longs métrages
- 2000 : Barking Dog (플란다스의 개)
- 2003 : Memories of Murder (살인의 추억)
- 2006 : The Host (괴물)
- 2009 : Mother (마더)
- 2013 : Snowpiercer : Le Transperceneige (설국열차)
- 2017 : Okja (옥자)
- 2019 : Parasite (기생충)[15]
- 2025 : Mickey 17

#### Courts et moyens métrages
- 1992 : Looking for Paradise

- 1994 : Memories in My Frame
- 1994 : White Man
- 1994 : Incoherence
- 2003 : Sink and Rise
- 2004 : Influenza (인플루엔자)
- 2008 : Tokyo! (film collectif), segment Shaking Tokyo

### Scénariste
- 1994 : Memories in My Frame
- 1994 : White Man
- 1994 : Incoherence
- 1997 : Motel Cactus (Motel Seoninjang) de Ki-Yong Park (coscénariste)
- 1999 : Phantom: The Submarine (유령) de Min Byeong-cheon (coscénariste)
- 2000 : Barking Dog
- 2003 : Memories of Murder
- 2003 : Sink and Rise
- 2004 : Influenza
- 2005 : Antarctic Journal (남극일기 de Yim Pil-sung (coscénariste)
- 2006 : The Host (괴물)
- 2008 : Tokyo!
- 2009 : Mother
- 2013 : Snowpiercer : Le Transperceneige (설국열차) (coscénariste)
- 2014 : Sea Fog : Les Clandestins (해무) de Shim Sung-bo (coscénariste)
- 2017 : Okja (옥자)
- 2019 : Parasite (기생충)[15]
- 2025 : Mickey 17

### Producteur
- 2014 : Sea Fog : Les Clandestins (해무) de Shim Sung-bo
- 2017 : Okja (옥자)
- 2019 : Parasite (기생충)[15]
- 2020 : Snowpiercer (설국열차) (série TV)
- 2025 : Mickey 17

## Accueil de ses films

### Accueil critique
| Film                             | Rotten Tomatoes | Metacritic | IMDb   | Spectateurs sur Allociné |
| -------------------------------- | --------------- | ---------- | ------ | ------------------------ |
| Barking Dog                      | 87 %            | 66⁄100     | 7,0⁄10 | 3,7⁄5                    |
| Memories of Murder               | 91 %            | 82⁄100     | 8,1⁄10 | 4,2⁄5                    |
| The Host                         | 93 %            | 85⁄100     | 7,1⁄10 | 3,3⁄5                    |
| Mother                           | 96 %            | 79⁄100     | 7,8⁄10 | 4,1⁄5                    |
| Snowpiercer : Le Transperceneige | 94 %            | 84⁄100     | 7,1⁄10 | 3,5⁄5                    |
| Okja                             | 86 %            | 75⁄100     | 7,3⁄10 | 4,0⁄5                    |
| Parasite                         | 99 %            | 96⁄100     | 8,6⁄10 | 4,5⁄5                    |
| Mickey 17                        | 77%             | -          | -      | 3,6⁄5                    |
| Moyenne                          | 92,2 %          | 81⁄100     | 7,5⁄10 | 3,9⁄5                    |

### Box-office
| Film                             | Budget        | États-Unis   | France            | Monde         |
| -------------------------------- | ------------- | ------------ | ----------------- | ------------- |
| Barking Dog                      | -             | -            | -                 | 44 767 $      |
| Memories of Murder               | 2 800 000 $   | 15 357 $     | 67 087 entrées    | 1 123 723 $   |
| The Host                         | 11 000 000 $  | 2 201 923 $  | 134 368 entrées   | 89 433 436 $  |
| Mother                           | 5 000 000 $   | 551 509 $    | 42 880 entrées    | 17 149 348 $  |
| Snowpiercer : Le Transperceneige | 39 200 000 $  | 4 563 650 $  | 451 954 entrées   | 86 758 912 $  |
| Okja                             | 50 000 000 $  | -            | -                 | 2 049 823 $   |
| Parasite                         | 11 400 000 $  | 53 369 749 $ | 1 884 582 entrées | 257 667 052 $ |
| Mickey 17                        | 118 000 000 $ | -            | 1 127 092 entrées | -             |
| Total                            | 237 400 000 $ | 60 702 188 $ | 3 640 876 entrées | 454 227 061 $ |

## Distinctions

### Récompenses

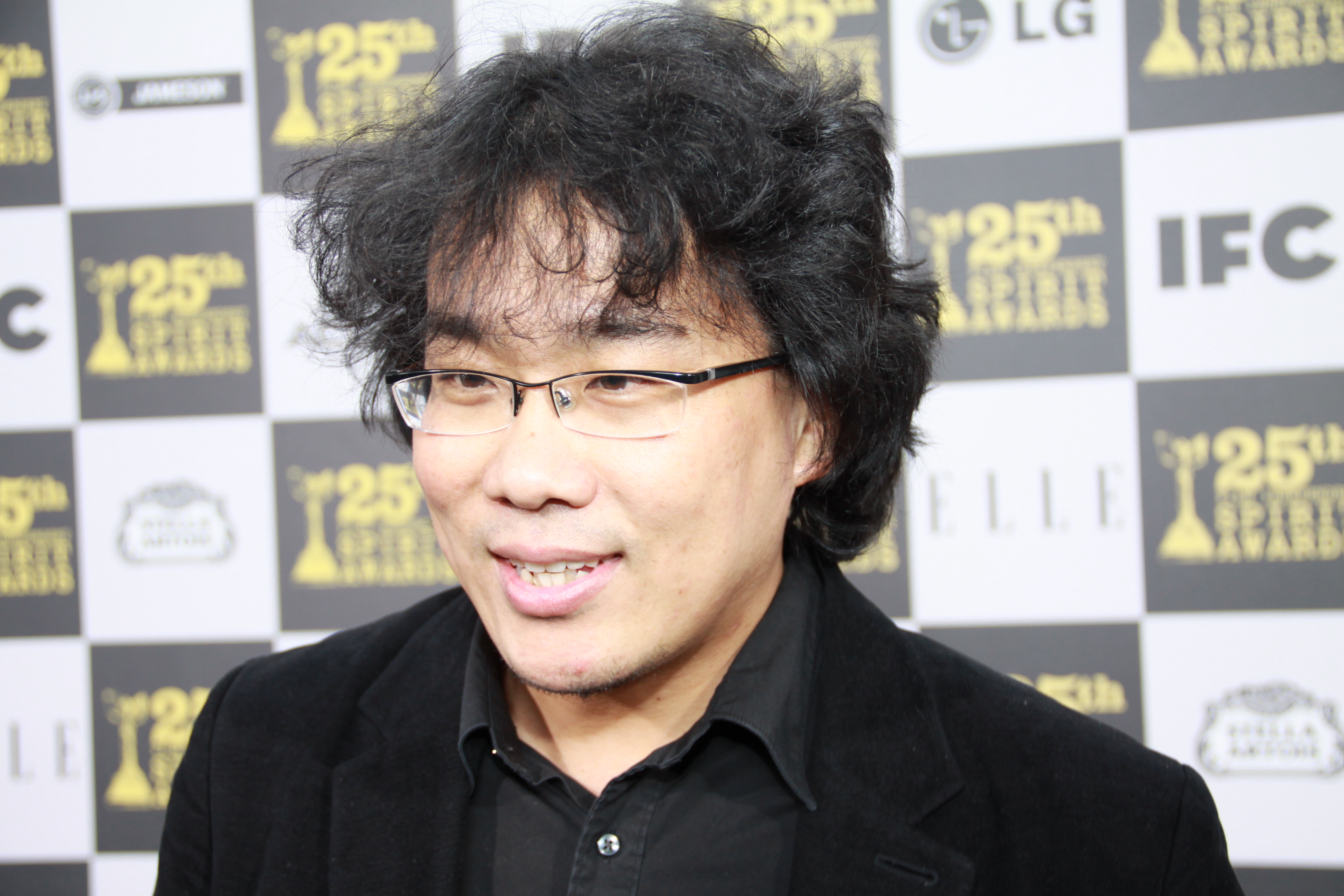
Bong Joon-ho aux Film Independent's Spirit Awards en 2010.

#### Barking Dog
- Festival international du film de Hong Kong 2001 : Prix FIPRESCI

#### Memories of Murder
- Festival international du film de Saint-Sébastien 2003 :
  - Coquille d'argent du meilleur réalisateur
  - Meilleur nouveau réalisateur
  - Prix FIPRESCI
- Festival international du film de Tokyo 2003 : meilleur film asiatique
- Grand Bell Awards 2003
  - Meilleur réalisateur
  - Meilleur film
- Festival du film policier de Cognac 2004 :
  - Grand prix
  - Prix médiathèques
  - Prix spécial police
  - Prix Première

#### The Host
- Blue Dragon Film Awards 2006 :
  - Meilleur film

- Hawaii International Film Festival 2006 : Meilleur long-métrage

- Festival international du film de Catalogne 2006 :
  - Prix d'Orient Express

- Asian Film Awards 2007 :
  - Meilleur film

- Grand Bell Awards 2007 :
  - Meilleure réalisation

- Baek Sang Art Awards 2007
  - Meilleur film

- Fantasporto 2007 : Meilleure réalisation

#### Tokyo!
- Festival international du film fantastique de Neuchâtel 2008 : Mention Spéciale et prix Titra Film pour Michel Gondry, Leos Carax et Bong Joon-ho

#### Mother
- Nikkan Sports Film Awards 2009 : meilleur film étranger

#### Snowpiercer, le Transperceneige
- Blue Dragon Film Awards 2013 :
  - Meilleur réalisateur pour Bong Joon-ho
- Korean Association of Film Critics Awards :
  - Meilleur film
  - Meilleur réalisateur pour Bong Joon-ho
- Baek Sang Art Awards 2014 : meilleur réalisateur pour Bong Joon-ho
- International Cinephile Society Awards 2014 : meilleur film non sorti en 2013
- National Board of Review Awards 2014 : top 2014 des meilleurs films indépendants
- Boston Online Film Critics Association Awards 2014 :
  - Meilleur film

#### Parasite
- Festival de Cannes 2019 :
  - Palme d'or (À l'unanimité du Jury)
  - Prix de l'AFCAE
- Festival du film de Sydney 2019 : Sydney Film Prize
- Golden Globes 2020 :
  - Meilleur film en langue étrangère
- BAFTA 2020 :
  - Meilleur scénario original
  - Meilleur film en langue étrangère
- Oscars 2020 :
  - Oscar du meilleur scénario original
  - Oscar du meilleur film
  - Oscar du meilleur réalisateur
  - Oscar du meilleur film international
- César 2020 :
  - Meilleur film étranger

### Nominations et sélections

#### Memories of Murder
- Festival international du film de Saint-Sébastien 2003 : Coquillage d'or

#### The Host
- Festival de Cannes 2006 - Sélection de la Quinzaine des réalisateurs :
  - Prix Europa Cinema
  - Prix Art et Essai-CICAE
  - Prix Regards Jeunes

- Festival du film de Sarlat 2006 : Avant-première

- Rencontres Cinématographiques de la Seine-Saint-Denis 2006 : Film d'ouverture

- Festival international du film de Catalogne 2006 :
  - Meilleur film

- Grand Bell Awards 2007 :
  - Meilleur film

- Hong Kong Film Awards 2007 : Meilleur film asiatique

- Empire Awards 2007 : Meilleur film d'horreur

- Saturn Awards 2007 :
  - Meilleur film international

#### Tokyo!
- Festival de Cannes 2008 : en compétition dans la catégorie Un certain regard
- Festival international du film fantastique de Neuchâtel 2008 : prix Narcisse du meilleur film
- Festival international du film de Catalogne 2008 : meilleur film

#### Snowpiercer, le Transperceneige
- Blue Dragon Film Awards 2013 : meilleur film
- Asian Film Awards 2014 :
  - Meilleur film
  - Meilleur réalisateur pour Bong Joon-ho
  - Meilleur scénariste pour Bong Joon-ho et Kelly Masterson (en)
- Critics' Choice Movie Awards 2015 :
  - Meilleur film de science-fiction/horreur

#### Okja
- Festival de Cannes 2017 : sélection officielle

#### Parasite
- Golden Globes 2020 :
  - Meilleur réalisateur
  - Meilleur scénario
- BAFTA 2020 :
  - Meilleur film
  - Meilleur réalisateur
- Oscars 2020 :
  - Oscar du meilleur montage
  - Oscar des meilleurs décors